# ماركو مندوزا
ماركو مندوزا (بالإنجليزية: Marco Mendoza)‏ هو عازف باس أمريكي، ولد في 3 مايو 1963 في سان دييغو في الولايات المتحدة.

## وصلات خارجية
- الموقع الرسمي
- ماركو مندوزا على موقع ميوزك برينز (الإنجليزية)
- ماركو مندوزا على موقع أول ميوزيك (الإنجليزية)
- ماركو مندوزا على موقع ديسكوغز (الإنجليزية)